# Жадаев, Алексей Степанович
Алексе́й Степа́нович Жада́ев (11 (24) февраля 1903, пос. Звенигово, Чебоксарский уезд, Казанская губерния ― 26 апреля 1938, г. Ленинград) — русский советский поэт. Лидер русскоязычных поэтов Марийской автономной области в начале 1920-х годов, один из организаторов Ассоциации марийских пролетарских писателей (1926). Участник Гражданской войны.

## Биография
Родился в семье бедняка, крестьянина с. Старое Село ныне Оршанского района Марий Эл. С 11 лет вместе с отцом рабочий на судоремонтных заводах.
Участник Гражданской войны. С 1922 года — студент Казанского рабфака. Беспартийный.
В дальнейшем жил и работал в г. Старая Русса Новгородской области, был токарем Фанерного комбината № 4.
22 февраля 1938 года арестован. Особой тройкой УНКВД ЛО 17 апреля 1938 г. приговорен по ст. 58-9-11 к высшей мере наказания. Репрессирован, расстрелян 26 апреля 1938 года в Ленинграде.

## Литературная деятельность
Лидер русскоязычных поэтов Марийской автономной области в начале 1920-х годов. В 1926 году был одним из организаторов Ассоциации марийских пролетарских писателей.
Писал стихи и рассказы о новой жизни, людях деревни, советской молодёжи. Издал сборники стихов «Весенний горн» (Казань, 1924), «Поэма о человеке» (1925). В 1925 году издал сборник стихов «Между городом и деревней», ставший первым изданием только что образованного Марийского книжного издательства. Произведения, вошедшие в эту книгу, во многом созвучны абстрактной, урбанистической поэзии «Кузницы». В его стихах мы находим и «могучий зов гудка», и «шум чарующий бегущего привода», и «металла гулкий ропот». Даже описывая природу родного края, сельскую жизнь, поэт мыслит образами, заимствованными из заводского быта («Кусты, как горны, гремели жарко», «И синела сталь васильков», «Усталое солнце куском металла в горне нагретом ушло за горы» и т. д.).